# Goldbach (Eger)
Der Goldbach ist ein Bach im westlichen Nördlinger Ries in Baden-Württemberg und Bayern von 11,6 km Länge, der bei der Nördlinger Aumühle von links und Südwesten in die Eger mündet.

## Geographie

### Verlauf
Der Goldbach entsteht am Siedlungsrand von Kirchheim am Ries-Kalkofen, das vor dem Ostfuß des Ipfs liegt, und läuft von hier ostsüdöstlich. Zwischen dem Kirchheimer Heerhof und dem Langenberg weicht er vor dem letzten nach Süden aus und umfließt so den 512,5 m ü. NHN hohen Goldberg. An der Landesgrenze zu Bayern mündet der zweitlängste Zufluss Schellengraben von links, auf erneuertem Ostsüdostkurs tritt der Bach nach Bayern über, erreicht und umfließt dann Baldingen an dessen Süd- und Südostseite, und nimmt dann auf seinem egernahen und -parallelen Nordostlauf von links noch den längsten Nebenfluss Goldbachgraben auf. An der Nördlinger Aumühle mündet er nach 11,6 km Laufs von links und Südwesten in den Wörnitz-Zufluss Eger.

### Einzugsgebiet
Der Goldbach hat ein Einzugsgebiet von rund 34 km² Größe. Es liegt als zur Mündung an der Ostspitze gerichteter Keil im westlichen Nördlinger Ries und wird im Westen begrenzt von Einzugsgebiet der Schneidheimer Sechta. Im Norden konkurriert der Birkhauser Graben mit seinen Zuflüssen, weiter ostwärts der Ostspitze zu der gleich nach ihm die Eger erreichende Brühlgraben. Im Südosten und Süden läuft die Wasserscheide zur aufnehmenden Eger selbst. Nur gegen diese und ihren oberen Zulauf Schneidheimer Sechta ist die Wasserscheide ausgeprägt. Nur im Osten dem Riesrand zu gibt es auf den Randhöhen etwas Wälder; über 90 % der entwässerten Fläche liegen jedoch in offener Flur.

### Zuflusssystem
Hierarchische Liste der Zuflüsse von der Quelle zur Mündung. Gewässerlängen und -flächen nach LUBW-FG10 Datensatzeinträge, Seeflächen und Einzugsgebiete entsprechend nach LUBW-SG10 bzw. LUBW-GEZG, Höhenangaben nach dem Höhenlinienbild auf den hinterliegenden Geodatenviewer-Karten. Andere Quellen für die Angaben sind ggf. vermerkt.
Ursprung des Goldbachs östlich des Ipfs am Siedlungsrand von Kirchheim am Ries-Kalkofen auf etwa 530 m ü. NHN. Läuft nach Ostsüdost.
- Schellengraben, von links an der Landesgrenze zwischen Riesbürg-Pflaumloch und Nördlingen-Baldingen auf etwa 438 m ü. NHN, 5,968 km und 11,112 km². Entsteht als Brühlgraben westnordwestlich von Kirchheim am Ries im Jagstheimer Holz aus mehreren periodischen Quellästen auf Höhen um 500 m ü. NHN. Tritt bald danach ganz auf Nördlinger Gebiet über.
  - Espangraben, von links an der Kirchheimer Weihermühle auf etwa 470 m ü. NHN, 1,953 km. Entsteht wenig östlich von Kirchheim-Jagstheim auf etwa 520 m ü. NHN.
  - Mühlwiesgraben, von rechts auf etwa 453 m ü. NHN, 2,077 km. Entsteht am Südrand von Kirchheim beim Kloster auf etwa 510 m ü. NHN. Im Mündungswinkel liegt ein Teich. Name ab hier Schellengraben.
  - Rösslesgraben, von rechts wenige Schritte vor der Mündung auf etwa 438 m ü. NHN, 2,534 km.
- Umläuft Baldingen im Süden und Südosten und dreht dabei auf Nordostkurs.
- Goldbachgraben, von links am Nördlinger Flugplatz auf etwa 423 m ü. NHN, 8,385 km und 10,930 km². Entsteht nordwestlich des Dirgenheimer Kreuthofs auf etwa 495 m ü. NHN als Vorderer Lachgraben.
  - Hinterer Lachgraben, von links nordöstlich von Kirchheim-Dirgenheim im Birken auf etwa 458 m ü. NHN, 1,814 km. Entsteht östlich von Unterschneidheim-Wössingen auf etwa 502 m ü. NHN. Der längere Oberlauf des Goldbachgrabens.
Nach diesem Zufluss heißt der Bach zunächst Riedgraben.
  - Brühlgraben (!), von rechts am Westrand von Kirchheim-Benzenzimmern auf etwa 446 m ü. NHN, 1,505 km. Entsteht am Ostrand Dirgenheims auf etwa 470 m ü. NHN.
  - Seegraben, von recht an der Landesgrenze auf etwa 431 m ü. NHN, 0,968 km. Entsteht am Straßenrand im Loh auf etwa 438 m ü. NHN. Ab hier heißt der Riedgraben nun  Goldbachgraben.
  - Lachgraben, von rechts vor der Bahnstrecke Dombühl–Nördlingen auf etwa 424 m ü. NHN, 1,129 km. Entsteht am Kreisel zwischen Wallerstein-Ehringen und Baldingen auf etwa 428 m ü. NHN und läuft längs der B 25.

Mündung des Goldbachs von links und Südwesten an der Nördlinger Aumühle auf etwa 420 m ü. NHN in die Eger. Der Bach hat hier eine Länge von 11,625 km und ein Einzugsgebiet von 34,140 km² hinter sich.

## Geologie
Der Goldbach entsteht vor dem Ostfuß des Ipfs im Übergangsbereich zwischen der Impressamergel-Formation des Oberjura und der Ornatenton-Formation des Mitteljura. Bald durchzieht er dessen Eisensandstein- und Opalinuston-Formation. Dann erreicht er die von einem Meteoriten-Einschlag vor 15 Millionen Jahren geprägte Landschaft des Rieses, wo in einer breiten Zone an dessen Westrand zunächst Bunte Trümmermassen liegen, denen sich auf einzelnen Erhebungen, die Teil alter Kraterringstrukturen sind, Ries-Suevit beigesellt (etwa am Goldberg bei Riesbürg). Weiter gegen die sehr flache Mitte des Riesbeckens zu liegt jungtertiäres Seesediment oder es überlagernder Löss.
Der Schellengraben beginnt seinen Lauf in ähnlicher Quelllage, hier wie am Ursprung des Goldbachs selbst gliedern kleine, oft west-östlich verlaufende Störungslinien den Untergrund zu einem kleinteiligen Schichtschollenmuster. Der viel weiter nördlich entstehende Goldbachgraben entsteht schon in den Bunten Trümmermassen.

## Sehenswürdigkeiten
- Goldbergmuseum in Goldburghausen und archäologischer Wanderweg zum Goldberg.[5]